# Ken Maginnis
Kenneth Wiggins Maginnis, baron Maginnis de Drumglass (né le 21 janvier 1938), est un homme politique d'Irlande du Nord et un pair à vie. Depuis décembre 2020, il est suspendu de la Chambre des lords, où il siégeait auparavant pour le parti unioniste d'Ulster. Il est député de Fermanagh et du Tyrone du Sud de 1983 à 2001.

## Jeunesse
Maginnis fait ses études à la Royal School Dungannon et au Stranmillis College. Il travaille comme enseignant pendant plusieurs années avant de rejoindre l'Ulster Defence Regiment (UDR) en 1971. Après avoir quitté l'armée britannique avec le grade de major en 1981, il est le porte-parole du Parti unioniste d'Ulster (UUP) sur la sécurité intérieure et la défense, et est la même année élu au conseil du district de Dungannon, où il siège pendant douze ans jusqu'à la perte de son siège en 1993.

## Carrière parlementaire
Maginnis est le candidat unioniste d'Ulster pour le Fermanagh et le Tyrone du Sud lors de la deuxième élection partielle en 1981, en deuxième position. Cette élection partielle est causée par la mort du député en exercice Bobby Sands en grève de la faim. En raison des modifications apportées à la loi électorale avec l'adoption de la loi de 1981 sur la représentation du peuple, un autre gréviste de la faim n'a pas pu être élu. Au lieu de cela, Owen Carron, qui est l'agent électoral de Sands lors des élections précédentes, est nommé et élu comme "prisonnier politique par procuration anti-H-Block".
L'année suivante, il est élu à l'Assemblée d'Irlande du Nord, en tant que représentant de la circonscription de Fermanagh et de Tyrone du Sud. Aux élections générales de 1983, il est élu à la Chambre des communes comme député de la circonscription du même nom, battant Carron qui se présentait comme candidat du Sinn Féin. Deux ans plus tard, avec le reste de ses collègues unionistes, il démissionne de son siège en signe de protestation contre l'accord anglo-irlandais, mais est réélu lors des élections partielles qui ont suivi. Il poursuit sa protestation en refusant de payer sa taxe automobile, et est condamné à sept jours de prison en 1987.
Il reste au conseil municipal de Dungannon et du Tyrone du Sud en 2001 lorsqu'il a été élu pour la ville de Dungannon. Cependant, en 2005, il choisit de se présenter dans la circonscription électorale voisine de Clogher Valley dans le but d'augmenter le vote du Parti unioniste d'Ulster. Cette stratégie se retourne contre lui et il perd de nouveau son siège.
Il ne se représente pas en tant que député aux élections générales de 2001 et le 20 juillet de cette année est créé pair à vie prenant le titre de baron Maginnis de Drumglass, de Carnteel dans le comté de Tyrone, et prend son siège à la Chambre des lords, siégeant initialement avec l'UUP. Le 7 décembre 2020, la Chambre des lords interdit à Maginnis de pénétrer dans l'enceinte du Parlement pendant au moins 18 mois à la suite d'accusations de harcèlement.

## Opinions politiques
Lord Maginnis est perçu comme faisant partie de l'aile la plus sociale-libérale de l'UUP avec Sylvia Hermon. Il est l'un des trois seuls députés de l'histoire du parti unioniste d'Ulster à ne pas avoir été membre de l'Ordre d'Orange (les deux autres étant Enoch Powell et Lady Hermon), bien qu'il soit membre des Apprentice Boys of Derry .
En août 2013, Lord Maginnis est reconnu coupable d'une «tirade colérique et abusive» à la suite d'un incident de Rage au volant, et est condamné à une amende,.
En 2016, Lord Maginnis reçoit une lourde amende après avoir refusé de payer une petite amende pour avoir eu le mauvais billet pour un trajet en train entre l'aéroport de Gatwick et Londres.
En 2020, le comité de conduite de la Chambre des lords recommande que Lord Maginnis soit suspendu de la Chambre des lords pendant au moins 18 mois pour avoir enfreint le code de conduite en relation avec un comportement qui constitue de l'intimidation et du harcèlement contre quatre plaignants différents,, notamment des remarques homophobes dirigées contre la députée du SNP Hannah Bardell et le secrétaire à l'environnement de l'ombre, Luke Pollard.